# ATP World Tour Finals 2014
Les ATP World Tour Finals 2014, également appelés Masters 2014 dans le langage courant, sont la 45e édition du Masters de tennis masculin, qui réunit les huit meilleurs joueurs disponibles en fin de saison ATP en simple. Les huit meilleures équipes de double sont également réunies pour la 40e fois.
La compétition se déroule à l'O2 Arena de Londres.

## Primes et points
| Tour                             | Prime       | Points |
| -------------------------------- | ----------- | ------ |
| Cumul pour le vainqueur invaincu | 2 075 000 $ | 1 500  |
| Pour la victoire en finale       | 980,000 $   | + 500  |
| Pour la victoire en demi-finale  | 475,000 $   | + 400  |
| Pour chaque match de poule gagné | 155,000 $   | + 200  |
| Pour chaque participant          | 155,000 $   | –      |
| Pour chaque remplaçant           | 85,000 $    | –      |

| Tour                             | Prime     | Points |
| -------------------------------- | --------- | ------ |
| Cumul pour le vainqueur invaincu | 392,000 $ | 1 500  |
| Pour la victoire en finale       | 150,000 $ | + 500  |
| Pour la victoire en demi-finale  | 76,000 $  | + 400  |
| Pour chaque match de poule gagné | 30,000 $  | + 200  |
| Pour chaque participant          | 76,000 $  | –      |
| Pour chaque remplaçant           | 30,000 $  | –      |

## Faits marquants

### Avant le tournoi
- Roger Federer se qualifie pour la 13e fois d'affilée pour les Masters. Il améliore son record de participations consécutives qu'il co-détenait avec Ivan Lendl (1980-1991) et rejoint Andre Agassi en tête du nombre de participations.
- Rafael Nadal, no 3 mondial et vainqueur de Roland-Garros cette année, déclare forfait le 24 octobre après sa défaite contre le 124e mondial Borna Ćorić à Bâle, et alors qu'il souffre d'une appendicite.
- Les 4 dernières places en simple sont attribuées lors du Masters de Paris-Bercy, Marin Čilić étant qualifié grâce à sa victoire en Grand Chelem à l'US Open.
- Kei Nishikori est le premier Asiatique à se qualifier pour le Masters en simple. Milos Raonic est quant à lui le premier Canadien à y prendre part.
- La place de no 1 en fin de saison est toujours en jeu entre Novak Djokovic et Roger Federer.

### Pendant le tournoi
- Kei Nishikori bat Andy Murray pour la première fois en quatre rencontres.
- Après son second match de poule, Milos Raonic déclare forfait pour la suite du tournoi à cause d'une blessure au quadriceps. Il est remplacé par David Ferrer[2].
- Grâce à ses 3 victoires en phase de poules, Novak Djokovic est assuré de finir la saison à la 1re place mondiale pour la troisième fois de sa carrière, après 2011 et 2012[3].
- C'est la première fois que l'on voit deux Suisses (Roger Federer et Stanislas Wawrinka) s'affronter dans une demi-finale de Masters. Roger Federer sauve 4 balles de match contre son compatriote Stanislas Wawrinka avant de l'emporter et de se qualifier pour la finale, mais il annonce son forfait pour cette finale à la suite d'une blessure au dos[4].

## Résultats en simple

### Participants
| Ordre de qualification | Classement ATP Race | Date de qualification | Meilleure performance | Joueur             | Résultat    |
| ---------------------- | ------------------- | --------------------- | --------------------- | ------------------ | ----------- |
| 1                      | 1                   | 7 juillet 2014        | V (3)                 | Novak Djokovic     | V (4V, 0D)  |
| 2                      | 3                   | 14 juillet 2014       | F (2)                 | Rafael Nadal       | Forfait     |
| 3                      | 2                   | 18 août 2014          | V (6)                 | Roger Federer      | F (Forfait) |
| 4                      | 4                   | 12 octobre 2014       | DF (1)                | Stanislas Wawrinka | DF (2V, 2D) |
| 5                      | 9                   | 18 octobre 2014       | -                     | Marin Čilić        | RR (0V, 3D) |
| 6                      | 6                   | 30 octobre 2014       | DF (3)                | Andy Murray        | RR (1V, 2D) |
| 7                      | 7                   | 31 octobre 2014       | DF (1)                | Tomáš Berdych      | RR (1V, 2D) |
| 8                      | 5                   | 31 octobre 2014       | -                     | Kei Nishikori      | DF (2V, 2D) |
| 9                      | 8                   | 31 octobre 2014       | -                     | Milos Raonic       | RR (0V, 2D) |

### Remplaçants
| Classement ATP Race | Joueur          | Résultat    |
| ------------------- | --------------- | ----------- |
| 10                  | David Ferrer    | RR (0V, 1D) |
| 14                  | Feliciano López | –           |

Grigor Dimitrov (no 11) et Ernests Gulbis (no 13) n'ont pas souhaité être remplaçant ; Jo-Wilfried Tsonga (no 12) a préféré s’entraîner pour la finale de la Coupe Davis.

### Confrontations avant le Masters
| Joueur             | ND    | RF    | SW   | MC   | AM    | TB   | KN  | MR  | % victoires  |
| ------------------ | ----- | ----- | ---- | ---- | ----- | ---- | --- | --- | ------------ |
| Novak Djokovic     |       | 17-19 | 15-3 | 10-0 | 15-8  | 16-2 | 2-2 | 4-0 | 79-34 (70 %) |
| Roger Federer      | 19-17 |       | 14-2 | 5-1  | 11-11 | 12-6 | 2-2 | 6-1 | 69-40 (63 %) |
| Stanislas Wawrinka | 3-15  | 2-14  |      | 7-2  | 6-8   | 9-5  | 2-1 | 3-0 | 32-45 (42 %) |
| Marin Čilić        | 0-10  | 1-5   | 2-7  |      | 2-10  | 4-5  | 3-5 | 1-1 | 13-43 (23 %) |
| Andy Murray        | 8-15  | 11-11 | 8-6  | 10-2 |       | 4-6  | 3-0 | 1-3 | 45-43 (51 %) |
| Tomáš Berdych      | 2-16  | 6-12  | 5-9  | 5-4  | 6-4   |      | 1-3 | 1-3 | 26-51 (34 %) |
| Kei Nishikori      | 2-2   | 2-2   | 1-2  | 5-3  | 0-3   | 3-1  |     | 4-1 | 17-14 (55 %) |
| Milos Raonic       | 0-4   | 1-6   | 0-3  | 1-1  | 3-1   | 3-1  | 1-4 |     | 9-20 (31 %)  |

### Phase de poules

#### Groupe A
- Novak Djokovic (no 1)
- Stanislas Wawrinka (no 3)
- Tomáš Berdych (no 6)
- Marin Čilić (no 8)

##### Résultats
| Horaire           | Vainqueur          | Vaincu             | Score         | Durée      |
| ----------------- | ------------------ | ------------------ | ------------- | ---------- |
| lun. 10 nov. 15 h | Stanislas Wawrinka | Tomáš Berdych      | 6-1, 6-1      | 58 min     |
| lun. 10 nov. 21 h | Novak Djokovic     | Marin Čilić        | 6-1, 6-1      | 56 min     |
| mer. 12 nov. 15 h | Tomáš Berdych      | Marin Čilić        | 6-3, 6-1      | 1 h 15 min |
| mer. 12 nov. 21 h | Novak Djokovic     | Stanislas Wawrinka | 6-3, 6-0      | 1 h 5 min  |
| ven. 14 nov. 15 h | Novak Djokovic     | Tomáš Berdych      | 6-2, 6-2      | 1 h 9 min  |
| ven. 14 nov. 21 h | Stanislas Wawrinka | Marin Čilić        | 6-3, 4-6, 6-3 | 1 h 46 min |

##### Classement
| Rang poule | Classement ATP Race | Joueur             | Match(s) G-P | Set(s) G-P | Jeux G-P |
| ---------- | ------------------- | ------------------ | ------------ | ---------- | -------- |
| 1          | 1                   | Novak Djokovic     | 3-0          | 6-0        | 36-9     |
| 2          | 4                   | Stanislas Wawrinka | 2-1          | 4-3        | 31-26    |
| 3          | 7                   | Tomáš Berdych      | 1-2          | 2-4        | 18-28    |
| 4          | 9                   | Marin Čilić        | 0-3          | 1-6        | 18-40    |

#### Groupe B
- Roger Federer (no 2)
- Kei Nishikori (no 4)
- Andy Murray (no 5)
- Milos Raonic (no 7) (forfait après son 2e match)
- David Ferrer (no 9)

##### Résultats
| Horaire           | Vainqueur     | Vaincu        | Score         | Durée      |
| ----------------- | ------------- | ------------- | ------------- | ---------- |
| dim. 9 nov. 15 h  | Kei Nishikori | Andy Murray   | 6-4, 6-4      | 1 h 35 min |
| dim. 9 nov. 21 h  | Roger Federer | Milos Raonic  | 6-1, 7-60     | 1 h 28 min |
| mar. 11 nov. 15 h | Roger Federer | Kei Nishikori | 6-3, 6-2      | 1 h 9 min  |
| mar. 11 nov. 21 h | Andy Murray   | Milos Raonic  | 6-3, 7-5      | 1 h 31 min |
| jeu. 13 nov. 15 h | Kei Nishikori | David Ferrer  | 4-6, 6-4, 6-1 | 1 h 57 min |
| jeu. 13 nov. 21 h | Roger Federer | Andy Murray   | 6-0, 6-1      | 56 min     |

##### Classement
| Rang poule | Classement ATP Race | Joueur                 | Match(s) G-P | Set(s) G-P | Jeux G-P |
| ---------- | ------------------- | ---------------------- | ------------ | ---------- | -------- |
| 1          | 2                   | Roger Federer          | 3-0          | 6-0        | 37-13    |
| 2          | 5                   | Kei Nishikori          | 2-1          | 4-3        | 33-31    |
| 3          | 6                   | Andy Murray            | 1-2          | 2-4        | 22-32    |
| 4          | 10                  | David Ferrer           | 0-1          | 1-2        | 11-16    |
| 5          | 8                   | Milos Raonic (forfait) | 0-2          | 0-4        | 15-26    |

### Phase finale
|  |                    |            |               |            |            |                |         |        |        |        |        |        |
|  | 1/2 finale         | 1/2 finale | 1/2 finale    | 1/2 finale | 1/2 finale |                |         | Finale | Finale | Finale | Finale | Finale |
|  |                    |            | 1 h 27 min    |            |            |                |         |        |        |        |        |        |
|  |                    |            |               |            |            |                |         |        |        |        |        |        |
|  | Novak Djokovic     | (1)        | 6             | 3          | 6          |                |         |        |        |        |        |        |
|  | Novak Djokovic     | (1)        | 6             | 3          | 6          |                |         |        |        |        |        |        |
|  | Kei Nishikori      | (4)        | 1             | 6          | 0          |                |         |        |        |        |        |        |
|  | Kei Nishikori      | (4)        | 1             | 6          | 0          | Novak Djokovic | (1)     |        |        |        |        |        |
|  |                    |            | 2 h 48 min    |            |            | Novak Djokovic | (1)     |        |        |        |        |        |
|  |                    |            | Roger Federer | (2)        | forfait    | forfait        | forfait |        |        |        |        |        |
|  | Roger Federer      | (2)        | Roger Federer | (2)        | forfait    | forfait        | forfait | 4      | 7      | 7      |        |        |
|  | Roger Federer      | (2)        |               |            |            |                |         | 4      | 7      | 7      |        |        |
|  | Stanislas Wawrinka | (3)        | 6             | 5          | 6          |                |         |        |        |        |        |        |
|  | Stanislas Wawrinka | (3)        | 6             | 5          | 6          |                |         |        |        |        |        |        |

### Classement final
| Résultat        | Classement ATP Race | Joueur             | Match(s) G-P | Set(s) G-P | Jeux G-P    | Points gagnés | Nouveau rang |
| --------------- | ------------------- | ------------------ | ------------ | ---------- | ----------- | ------------- | ------------ |
| Vainqueur       | 1                   | Novak Djokovic     | 4-0 (+4)     | 8-1 (+7)   | 51-16 (+35) | 1500          | 1            |
| Finaliste       | 2                   | Roger Federer      | 4-0 (+4)     | 8-1 (+7)   | 55-30 (+25) | 1000          | 2            |
| Demi-finalistes | 4                   | Stanislas Wawrinka | 2-2 (±0)     | 5-5 (±0)   | 48-44 (+4)  | 400           | 4            |
| Demi-finalistes | 5                   | Kei Nishikori      | 2-2 (±0)     | 5-5 (±0)   | 40-46 (-6)  | 400           | 5            |
| Poule           | 6                   | Andy Murray        | 1-2 (-1)     | 2-4 (-2)   | 22-32 (-10) | 200           | 6            |
| Poule           | 7                   | Tomáš Berdych      | 1-2 (-1)     | 2-4 (-2)   | 18-28 (-10) | 200           | 7            |
| Poule           | 9                   | Marin Čilić        | 0-3 (-3)     | 1-6 (-5)   | 18-40 (-22) | 0             | 9            |
| Poule           | 8                   | Milos Raonic       | 0-2 (-2)     | 0-4 (-4)   | 15-26 (-11) | 0             | 8            |
| Poule           | 10                  | David Ferrer       | 0-1 (-1)     | 1-2 (-1)   | 11-16 (-5)  | 0             | 10           |

## Résultats en double

### Participants
| Ordre de qualification | Classement ATP Race | Date de qualification | Meilleure performance | Équipe                                  | Résultat    |
| ---------------------- | ------------------- | --------------------- | --------------------- | --------------------------------------- | ----------- |
| 1                      | 1                   | 14 juillet 2014       | V (3) V (3)           | Bob Bryan Mike Bryan                    | V (4V, 1D)  |
| 2                      | 2                   | 9 septembre 2014      | V (4) V (2)           | Daniel Nestor Nenad Zimonjić            | RR (1V, 2D) |
| 3                      | 3                   | 8 octobre 2014        | DF (1) DF (1)         | Alexander Peya Bruno Soares             | RR (1V, 2D) |
| 4                      | 4                   | 9 octobre 2014        | -                     | Julien Benneteau Édouard Roger-Vasselin | DF (2V, 2D) |
| 5                      | 5                   | 29 octobre 2014       | RR (2) RR (2)         | Jean-Julien Rojer Horia Tecău           | RR (0V, 3D) |
| 6                      | 6                   | 29 octobre 2014       | V (1) V (1)           | Marcel Granollers Marc López            | RR (1V, 2D) |
| 7                      | 9                   | 29 octobre 2014       | - RR (2)              | Łukasz Kubot Robert Lindstedt           | DF (3V, 1D) |
| 8                      | 7                   | 30 octobre 2014       | DF (1) DF (1)         | Ivan Dodig Marcelo Melo                 | F (3V, 2D)  |

### Remplaçants
| Classement ATP Race | Équipe                     | Résultat |
| ------------------- | -------------------------- | -------- |
| 8                   | Eric Butorac Raven Klaasen | –        |
| 10                  | Vasek Pospisil Jack Sock   | –        |

### Confrontations avant le Masters
| Équipe                             | BB/MB | DN/NZ | AP/BS | JB/ERV | JJR/HT | MG/ML | LK/RL | ID/MM | % victoires  |
| ---------------------------------- | ----- | ----- | ----- | ------ | ------ | ----- | ----- | ----- | ------------ |
| Bob Bryan Mike Bryan               |       | 7-11  | 7-1   | 3-0    | 3-0    | 6-2   | 2-0   | 4-2   | 32-16 (67 %) |
| Daniel Nestor Nenad Zimonjić       | 11-7  |       | 1-2   | 2-1    | 1-0    | 1-0   | 0-0   | 1-0   | 17-10 (63 %) |
| Alexander Peya Bruno Soares        | 1-7   | 2-1   |       | 1-1    | 1-1    | 4-2   | 0-0   | 5-0   | 14-12 (54 %) |
| Julien Benneteau É. Roger-Vasselin | 0-3   | 1-2   | 1-1   |        | 1-1    | 2-0   | 1-0   | 0-0   | 6-7 (46 %)   |
| Jean-Julien Rojer Horia Tecău      | 0-3   | 0-1   | 1-1   | 1-1    |        | 1-0   | 1-0   | 0-0   | 4-6 (40 %)   |
| Marcel Granollers Marc López       | 2-6   | 0-1   | 2-4   | 0-2    | 0-1    |       | 0-1   | 1-2   | 5-17 (23 %)  |
| Łukasz Kubot Robert Lindstedt      | 0-2   | 0-0   | 0-0   | 0-1    | 0-1    | 1-0   |       | 1-1   | 2-5 (29 %)   |
| Ivan Dodig Marcelo Melo            | 2-4   | 0-1   | 0-5   | 0-0    | 0-0    | 2-1   | 1-1   |       | 5-12 (29 %)  |

### Phase de poules

#### Groupe A
- Bob Bryan
 Mike Bryan (no 1)
- Alexander Peya
 Bruno Soares (no 3)
- Jean-Julien Rojer
 Horia Tecău (no 5)
- Łukasz Kubot
 Robert Lindstedt (no 8)

##### Résultats
| Horaire           | Vainqueurs                    | Vaincus                       | Score             | Durée      |
| ----------------- | ----------------------------- | ----------------------------- | ----------------- | ---------- |
| lun. 10 nov. 13 h | Alexander Peya Bruno Soares   | Jean-Julien Rojer Horia Tecău | 6-3, 3-6, [12-10] | 1 h 27 min |
| lun. 10 nov. 19 h | Łukasz Kubot Robert Lindstedt | Bob Bryan Mike Bryan          | 7-63, 6-3         | 1 h 18 min |
| mer. 12 nov. 13 h | Bob Bryan Mike Bryan          | Jean-Julien Rojer Horia Tecău | 64-7, 6-3, [10-6] | 1 h 32 min |
| mer. 12 nov. 19 h | Łukasz Kubot Robert Lindstedt | Alexander Peya Bruno Soares   | 6-4, 3-6, [10-6]  | 1 h 24 min |
| ven. 14 nov. 13 h | Łukasz Kubot Robert Lindstedt | Jean-Julien Rojer Horia Tecău | 6-4, 7-64         | 1 h 28 min |
| ven. 14 nov. 19 h | Bob Bryan Mike Bryan          | Alexander Peya Bruno Soares   | 7-63, 7-62        | 1 h 33 min |

##### Classement
| Rang poule | Classement ATP Race | Équipe                        | Match(s) G-P | Set(s) G-P | Jeux G-P |
| ---------- | ------------------- | ----------------------------- | ------------ | ---------- | -------- |
| 1          | 9                   | Łukasz Kubot Robert Lindstedt | 3-0          | 6-1        | 36-29    |
| 2          | 1                   | Bob Bryan Mike Bryan          | 2-1          | 4-3        | 36-35    |
| 3          | 3                   | Alexander Peya Bruno Soares   | 1-2          | 3-5        | 32-33    |
| 4          | 5                   | Jean-Julien Rojer Horia Tecău | 0-3          | 2-6        | 29-36    |

#### Groupe B
- Daniel Nestor
 Nenad Zimonjić (no 2)
- Julien Benneteau
 Édouard Roger-Vasselin (no 4)
- Marcel Granollers
 Marc López (no 6)
- Ivan Dodig
 Marcelo Melo (no 7)

##### Résultats
| Horaire           | Vainqueurs                         | Vaincus                            | Score             | Durée      |
| ----------------- | ---------------------------------- | ---------------------------------- | ----------------- | ---------- |
| dim. 9 nov. 13 h  | Marcel Granollers Marc López       | Julien Benneteau É. Roger-Vasselin | 6-4, 6-4          | 1 h 22 min |
| dim. 9 nov. 19 h  | Ivan Dodig Marcelo Melo            | Daniel Nestor Nenad Zimonjić       | 6-3, 7-5          | 1 h 16 min |
| mar. 11 nov. 13 h | Julien Benneteau É. Roger-Vasselin | Daniel Nestor Nenad Zimonjić       | 6-4, 5-7, [10-4]  | 1 h 27 min |
| mar. 11 nov. 19 h | Ivan Dodig Marcelo Melo            | Marcel Granollers Marc López       | 7-65, 7-612       | 1 h 55 min |
| jeu. 13 nov. 13 h | Daniel Nestor Nenad Zimonjić       | Marcel Granollers Marc López       | 65-7, 6-3, [11-9] | 1 h 44 min |
| jeu. 13 nov. 19 h | Julien Benneteau É. Roger-Vasselin | Ivan Dodig Marcelo Melo            | 4-6, 6-2, [10-8]  | 1 h 21 min |

##### Classement
| Rang poule | Classement ATP Race | Équipe                                  | Match(s) G-P | Set(s) G-P | Jeux G-P |
| ---------- | ------------------- | --------------------------------------- | ------------ | ---------- | -------- |
| 1          | 4                   | Julien Benneteau Édouard Roger-Vasselin | 2-1          | 4-4        | 31-31    |
| 2          | 7                   | Ivan Dodig Marcelo Melo                 | 2-1          | 5-2        | 35-31    |
| 3          | 6                   | Marcel Granollers Marc López            | 1-2          | 3-4        | 34-35    |
| 4          | 2                   | Daniel Nestor Nenad Zimonjić            | 1-2          | 3-5        | 32-35    |

### Phase finale
|  |                                    |            |                      |            |            |                         |     |        |        |        |        |        |
|  | 1/2 finale                         | 1/2 finale | 1/2 finale           | 1/2 finale | 1/2 finale |                         |     | Finale | Finale | Finale | Finale | Finale |
|  |                                    |            | 1 h 33 min           |            |            |                         |     |        |        |        |        |        |
|  |                                    |            |                      |            |            |                         |     |        |        |        |        |        |
|  | Łukasz Kubot Robert Lindstedt      | (8)        | 6                    | 4          | 6          |                         |     |        |        |        |        |        |
|  | Łukasz Kubot Robert Lindstedt      | (8)        | 6                    | 4          | 6          | 1 h 25 min              |     |        |        |        |        |        |
|  | Ivan Dodig Marcelo Melo            | (7)        | 4                    | 6          | 10         |                         |     |        |        |        |        |        |
|  | Ivan Dodig Marcelo Melo            | (7)        | 4                    | 6          | 10         | Ivan Dodig Marcelo Melo | (7) | 7      | 2      | 7      |        |        |
|  |                                    |            | 53 min               |            |            | Ivan Dodig Marcelo Melo | (7) | 7      | 2      | 7      |        |        |
|  |                                    |            | Bob Bryan Mike Bryan | (1)        | 65         | 6                       | 10  |        |        |        |        |        |
|  | Julien Benneteau É. Roger-Vasselin | (4)        | Bob Bryan Mike Bryan | (1)        | 65         | 6                       | 10  | 0      | 3      |        |        |        |
|  | Julien Benneteau É. Roger-Vasselin | (4)        |                      |            |            |                         |     | 0      | 3      |        |        |        |
|  | Bob Bryan Mike Bryan               | (1)        | 6                    | 6          |            |                         |     |        |        |        |        |        |
|  | Bob Bryan Mike Bryan               | (1)        | 6                    | 6          |            |                         |     |        |        |        |        |        |

### Classement final
| Résultat        | Classement ATP Race | Équipe                                  | Match(s) G-P | Set(s) G-P | Jeux G-P | Points gagnés | Nouveau rang |
| --------------- | ------------------- | --------------------------------------- | ------------ | ---------- | -------- | ------------- | ------------ |
| Vainqueurs      | 1                   | Bob Bryan Mike Bryan                    | 4-1          | 8-4        | 61-47    | 1300          | 1            |
| Finalistes      | 7                   | Ivan Dodig Marcelo Melo                 | 3-2          | 8-5        | 55-54    | 800           | 7            |
| Demi-finalistes | 9                   | Łukasz Kubot Robert Lindstedt           | 3-1          | 7-3        | 46-40    | 600           | 8            |
| Demi-finalistes | 4                   | Julien Benneteau Édouard Roger-Vasselin | 2-2          | 4-6        | 34-43    | 400           | 3            |
| Poule           | 6                   | Marcel Granollers Marc López            | 1-2          | 3-4        | 34-35    | 200           | 5            |
| Poule           | 3                   | Alexander Peya Bruno Soares             | 1-2          | 3-5        | 32-33    | 200           | 4            |
| Poule           | 2                   | Daniel Nestor Nenad Zimonjić            | 1-2          | 3-5        | 32-35    | 200           | 2            |
| Poule           | 5                   | Jean-Julien Rojer Horia Tecău           | 0-3          | 2-6        | 29-36    | 0             | 6            |